# Kostel svaté Voršily (Kynšperk nad Ohří)
Kostel svaté Voršily je zaniklý kostel v Kynšperku nad Ohří, v okrese Sokolov v Karlovarském kraji.

## Historie
Raně barokní kostel byl postaven podle návrhu neznámého architekta v letech 1685 přestavbou staré kaple, postavené již roku 1490 a spravované řádem křižovníků s červenou hvězdou. Kostel nechali postavit Dietrich Adolf Metternich spolu s manželkou. K němu byl v roce 1689 přistavěn kostelní špitál. V něm byla zajišťována péče o 12 chudých. Kostel současně sloužil jako pohřební místo rodiny a roku 1695 zde byl v interiéru kostela pochován zakladatel kostela. V sedmdesátých letech 18. století byly pod stavbou kostela raženy chodby, které výrazně narušily statiku kostela, který musel být zpevněn přizděným pilířem. Dne 29. června 1876 udeřil do kostela blesk a došlo k devastujícímu požáru. Ostatky členů rodu Metternichů byly přemístěny do rodové hrobky v Plasích. Kostel již nebyl obnoven a poslední zbytky stavby byly odstraněny v letech 1882–1883.

## Stavební podoba

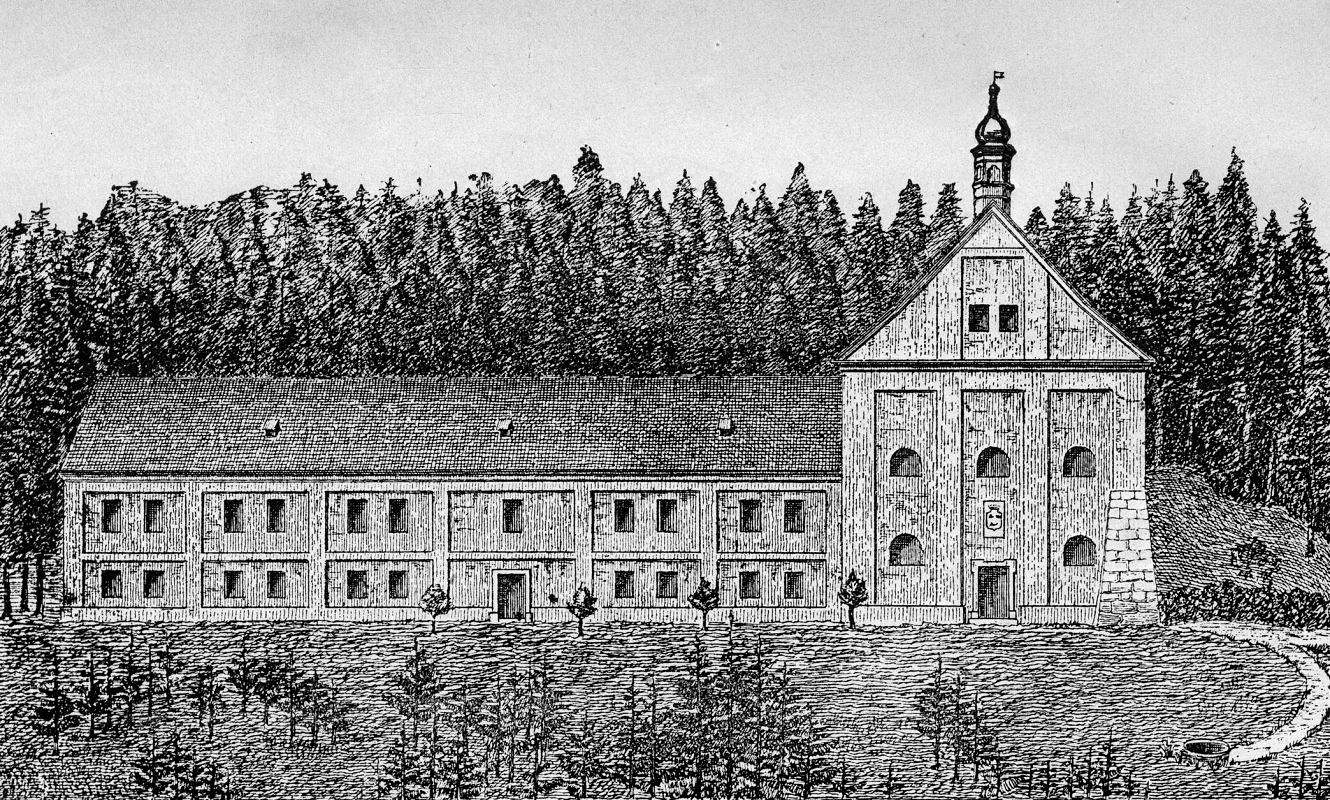
Kostel sv. Voršily na kresbě Vinzenze Pröckla z roku 1826

Kostel se špitálem stával ve západním svahu kopce Smrčný (524 m) nad rybníkem Sýkorák na Suchém potoce. Podoba komplexu je známá především z kresby Vinzenze Prökla z roku 1826. Kostel byl jednolodní stavba na obdélném půdorysu s odsazeným presbytářem a sakristií. Průčelí bylo členěno čtyřmi pilastry do tří polí a prolomeno pěti půlkruhovými okny. V ose se nacházel vstupní portál s kamenným ostěním. Nad ním byla umístěna donační deska. Rovněž v kostele se nacházela deska s dvěma erby Metternichů. Ve štítu se nacházela dvojice menších obdélných oken. Nad vrcholem sedlové střechy se tyčila šestiboká dřevěná sanktusová vížka.
Kolmo ke stavbě kostela přiléhala budova špitálu. Ta byla postavena na místě původní gotické kaple, ale tuto kapli zcela pohltila do své hmoty. Špitál byl obdélná patrová, téměř 40 metrů dlouhá budova se sedlovou střechou. Budova špitálu byla členěna lizénovými rámy v přízemí a patře, sdružujících vždy dvě okenní osy. Čelní fasáda obsahovala jedenáct okenní os.
O uměleckém vybavení kostela a špitálu informace chybí. Kamenné artefakty byly převezeny do zámku Kynžvart. Ještě před rokem 1726 byly ke kostelu vybudovány cestičky a u nich umístěny tři barokní sochy. Poblíž původního stanoviště se dlouho dochovalo torzo sochy svatého Jana Nepomuckého a svatého Josefa. Strženou a poničenou sochu svatého Josefa mohli ještě po desetiletí po druhé světové válce vídat návštěvníci okolí města. Torzo sochy svatého Antonína Paduánského bylo roku 1992 nalezeno v rybníce pod kostelem a převezeno do sokolovského muzea.